# Herb Lwowa

Herb Lwowa (od 1990)

Herb Lwowa – herb miejski Lwowa; przedstawia w błękitnym polu mury miejskie z trzema złotymi basztami, bramę i stojącego w niej na trzech łapach lwa ruskiego (prawą przednią ma podniesioną).
W tzw. wielkiej wersji herbu tarcza herbowa podtrzymywana jest przez stylizowanego średniowiecznego woja i stojącego na tylnych łapach lwa w koronie. Obaj stoją na wstędze w barwach ukraińskich. Pod tarczą herbową umieszczone jest godło Ukrainy (Trójząb).
Wizerunek lwa w bramie, identyczny z herbowym, znajduje się także na fladze Lwowa.

## Historia
Herb przedstawiający lwa kroczącego w bramie z trzema wieżami na błękitnym polu zaczęto używać w XIV wieku. W otoku pieczęci rady miejskiej z XIV wieku znajduje się stylizowana inskrypcja w języku łacińskim S(igillum): LEMBVRGENSIS CIVITATIS. (1359), pl. pieczęć miasta Lemburg. W 1526 roku król Zygmunt I Stary wystawił akt potwierdzający pieczętowanie się Lwowa takim herbem.
15 września 1586 roku papież Sykstus V dodał nad łapą lwa trzy pagórki i nad nimi ośmioramienną gwiazdę pochodzące z jego osobistego herbu, w dowód uznania za przychylność papiestwu i gorliwy kult maryjny. To wówczas zastąpiono lwa stojącego na czterech łapach lwem wspiętym.

Po zajęciu Lwowa przez Habsburgów herb został zatwierdzony przez cesarza Józefa II Habsburga 6 listopada 1789 r. według następującego opisu: 

Zezwalamy królewskiemu stołecznemu miastu Lwowu na używanie własnego herbu, a mianowicie tarczy niemieckiej z wyciętym złotym obramieniem ozdobnem, czyli t. zw. kartuszem, nakrytej złotą królewską koroną, barwy niebieskiej, na której ma być nagi mur miejski o sześciu blankach z czarną bramą i srebrną borną; a w niej widoczny jest lew stojący, kroczący w prawo, złoty, trzymający w prawej przedniej wysuniętej łapie trzy małe srebrne pagórki, z których środkowy wyższy ma nasadzoną kometę albo ośmioramienną złotą gwiazdę. Nad bramą wznosi się za murem jedna wieża, mająca po bokach dwie mniejsze, wszystkie trzy posiadają spiczaste zielone dachy, a każda z nich zaopatrzona w podłużne dwa czworokątne otwory, ustawione tak, że tworzą odwrócony trójkąt.

W dniu 22 listopada 1920 r. Naczelnik Państwa marszałek Józef Piłsudski udostojnił herb Lwowa krzyżem srebrnym Orderu Wojennego Virtuti Militari w związku z nadaniem tego odznaczenia miastu Lwów za zasługi położone dla polskości tego grodu i jego przynależności do Polski.

Herb Lwowa w II Rzeczypospolitej został zaprojektowany przez Rudolfa Mękickiego i zatwierdzony 28 czerwca 1936 roku przez zarządzenie prezydenta Rzeczypospolitej w następującej postaci: 

na tarczy w polu błękitnym mury miejskie czerwone z trzema basztami. Mury i baszty opatrzone blankami z ciosu. Baszta środkowa wyższa ma trzy strzelnice wąskie, baszty boczne, niższe – po jednej strzelnicy, otwory strzelnic czarne. W murze brama sklepiona półkolista, obramowana ciosem, otwarta bez podwoi, z podniesioną bramą srebrną. W bramie w polu czarnym lew złoty, kroczący na tylnych łapach w prawo; w łapie przedniej trzyma trzy pagórki srebrne; nad nimi – gwiazda złota ośmiopromienna. Nad tarczą korona złota królewska. Spod korony z obu stron zwisają końce wstęgi czerwono błękitnej; na nich dewiza: „Semper” – z prawej strony, „Fidelis” z lewej strony. Pod tarczą na skrzyżowaniu dwu gałązek wawrzynu zwisa na wstążce Krzyż Srebrny orderu wojennego Virtuti Militari.

W 1967 roku władze radzieckie oficjalnie wprowadziły do użytku nowy, uproszczony wzór herbu, który przedstawiał wspiętego lwa w trójbasztowej bramie czerwonych murów miejskich, na której znajdowały się sierp i młot. Kolorem tarczy herbowej pozostał błękit.
Współczesny herb miasta obowiązuje od 5 lipca 1990 roku.
Herb wykazuje w rozwoju historycznym stale dwa zasadnicze motywy składowe, jeden to wyobrażenie wspiętego lwa, drugi zaś brama warowna z otwartymi wrotami nad którą wznoszą się trzy wieże, w bramie na łapach stoi lew. Herb powstał i rozwinął się poprzez użyte w nim motywy na zasadach heraldyki zachodniej.

## Galeria

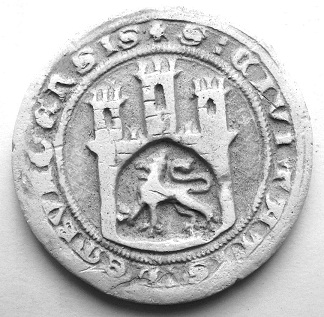
Najstarsza pieczęć Lwowa z 1359, S(igillum): LEMBVRGENSIS CIVITATIS
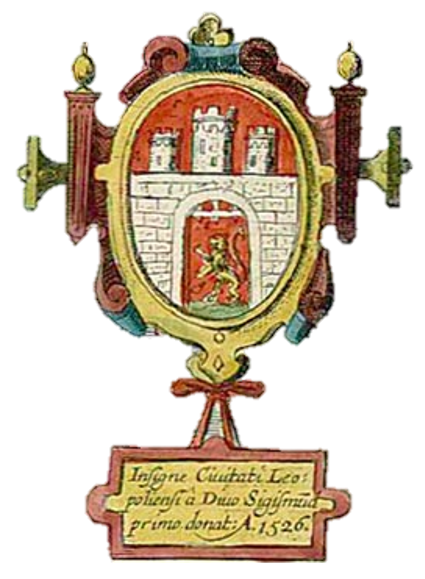
Herb Lwowa z okresu I Rzeczypospolitej
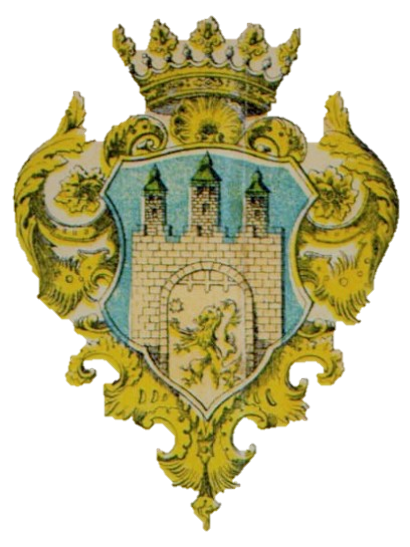
Herb Lwowa z okresu austriackiego
Herb Lwowa z okresu II Rzeczypospolitej
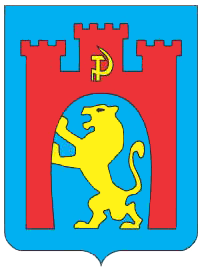
Herb Lwowa z okresu radzieckiego
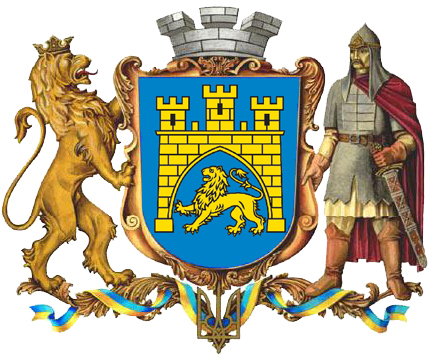
Współczesny herb wielki Lwowa